# Đơn vị bầu cử Melbourne
Đơn vị bầu cử Melbourne là khu vực bầu cử Quốc hội liên bang ở tiểu bang Victoria, Úc. Kể từ năm 2010 đến nay, ghế nghị viên Melbourne do chính trị gia Adam Bandt thuộc đảng Xanh nắm giữ.
Đây là một trong 75 đơn vị bầu cử ban đầu được lập ra trước thềm tổng tuyển cử đầu tiên của Liên bang Úc. Phạm vi của đơn vị này bao gồm Thành phố Melbourne và các vùng ngoại ô lân cận như: Abbotsford, Ascot Vale, Burnley, Carlton, Carlton North, Collingwood, Cremorne, Docklands, East Melbourne, Fitzroy, Fitzroy North, Flemington, Kensington, North Melbourne, Parkville, Princes Hill, Richmond, Travancore và West Melbourne. Đây cũng là vùng có hoạt động kinh tế năng động, phong phú với nhiều hoạt động sản xuất công nghiệp, tiểu thủ công nghiệp, thương mại, dịch vụ, kho bãi, nhà xưởng, công sở, văn phòng v.v... Địa giới phía bắc của vùng giáp Đường Maribyrnong Road, Đường Ormond Road, Park Street, Sydney Road và Glenlyon Road. Ở phía Đông, nó giáp với Rạch Merri Creek và phía Nam giáp Sông Yarra.
Đơn vị bầu cử Melbourne là "lãnh địa" truyền thống của Lao động, khi dân biểu đảng này nắm giữ liên tục trong vòng 106 năm, kể từ 1904 đến 2010. Trong đó, dân biểu giữ vị trí cao nhất là Arthur Calwell, lãnh đạo Đối lập trong chính phủ liên bang giai đoạn 1960 - 1966. Tại cuộc Bầu cử liên bang 2007, Melbourne lần đầu tiên trở thành ghế bấp bênh (marginal seat), với việc ứng viên đảng Xanh Adam Bandt về nhì chỉ sau ứng viên Lao động (chỉ đạt 54,71% số phiếu ở danh sách toàn bộ). Ở phần tính phiếu tương nhượng (two-party-preferred) với đảng Tự do, Lao động giành được tới 72,27% số phiếu, tăng 1,13 điểm phần trăm so với kỳ bầu cử trước đó. Tuy nhiên, đến kỳ bầu cử 2010, đảng Lao động đã để mất ghế này vào tay đảng Xanh, khi ứng viên Adam Bandt của đảng này giành chiến thắng trước ứng cử viên đảng Lao động Cath Bowtell. Bandt sau đó tiếp tục giữ ghế trong các đợt bầu cử 2013 và 2016 sau đó.

## Danh sách dân biểu
| Dân biểu              | Đảng | Đảng     | Nhiệm kỳ  |
| --------------------- | ---- | -------- | --------- |
| Sir Malcolm McEacharn |      | Bảo hộ   | 1901–1904 |
| William Maloney       |      | Lao động | 1904–1940 |
| Arthur Calwell        |      | Lao động | 1940–1972 |
| Ted Innes             |      | Lao động | 1972–1983 |
| Gerry Hand            |      | Lao động | 1983–1993 |
| Lindsay Tanner        |      | Lao động | 1993–2010 |
| Adam Bandt            |      | Xanh     | 2010–nay  |

## Kết quả bầu cử
Bản mẫu:Election box 2cp
| Bầu cử liên bang 2016: Melbourne | Bầu cử liên bang 2016: Melbourne | Bầu cử liên bang 2016: Melbourne | Bầu cử liên bang 2016: Melbourne | Bầu cử liên bang 2016: Melbourne | Bầu cử liên bang 2016: Melbourne |
| Đảng                             | Đảng                             | Ứng cử viên                      | Số phiếu                         | %                                | ±                                |
| -------------------------------- | -------------------------------- | -------------------------------- | -------------------------------- | -------------------------------- | -------------------------------- |
|                                  | Xanh                             | Adam Bandt                       | 41.377                           | 43,75                            | +1,13                            |
|                                  | Tự do                            | Philip Liu                       | 23.878                           | 25,25                            | +2,42                            |
|                                  | Lao động                         | Sophie Ismail                    | 23.130                           | 24,46                            | −2,14                            |
|                                  | Sex                              | Lewis Freeman-Harrison           | 3.265                            | 3,45                             | +1,53                            |
|                                  | Công lý cho Động vật             | Miranda Smith                    | 1.742                            | 1,84                             | +1,10                            |
|                                  | Cải cách Luật Ma túy             | Matt Riley                       | 1.187                            | 1,26                             | +1,26                            |
| Phiếu hợp lệ                     | Phiếu hợp lệ                     | Phiếu hợp lệ                     | 94.579                           | 97,52                            | +3,47                            |
| Phiếu không hợp lệ               | Phiếu không hợp lệ               | Phiếu không hợp lệ               | 2.404                            | 2,48                             | −3,47                            |
| Tổng số phiếu                    | Tổng số phiếu                    | Tổng số phiếu                    | 96.983                           | 86,88                            | −3,81                            |
| Tính phiếu tương nhượng          |                                  |                                  |                                  |                                  |                                  |
|                                  | Lao động                         | Sophie Ismail                    | 62.963                           | 66,57                            | −2,68                            |
|                                  | Tự do                            | Philip Liu                       | 31.616                           | 33,43                            | +2,68                            |
|                                  | Xanh                             | Adam Bandt                       | 63.840                           | 68,48                            | +13,21                           |
|                                  | Tự do                            | Philip Liu                       | 29.426                           | 31,52                            | +31,52                           |
|                                  | Xanh giữ ghế                     | Xanh giữ ghế                     | Thay đổi                         | N/A                              |                                  |